# Solidaridad II
O Solidaridad II foi um satélite de comunicação geoestacionário, gêmeo do Solidaridad I, que faz parte da segunda geração de satélites mexicanos chamados de satélites Solidaridad. Construído e lançado sob contrato dado pelo Ministério das Comunicações e Transportes, também construído pelo Grupo de Espaço e Comunicações da Hughes Aircraft Co. O satélite foi baseado na plataforma HS-601 e sua expectativa de vida útil era de 14 anos. O mesmo saiu de serviço em dezembro de 2013 e foi transferido para uma órbita cemitério.

## Lançamento
O satélite foi lançado com sucesso ao espaço no dia 8 de outubro de 1994 às 21:07 UTC, por meio de um veículo Ariane-44L H10+, a partir do Centro Espacial de Kourou, na Guiana Francesa, juntamente com o satélite Thaicom 2. Ele tinha uma massa de lançamento de 2.791 kg.

## Final da vida útil do satélite Solidaridad II
A vida útil do satélite Solidaridad II estimava-se que ia concluir no final de 2008. Dada à iminência do evento, o governo mexicano lançou em 2007, a avaliação de alternativas para garantir a curto, médio e longo prazo, a continuidade dos serviços via satélite, considerando a situação financeira da Satmex, a relevância da Banda L e para a preservação das posições orbitais para o México.
Para atender esse pedido, a Satmex colocou o satélite em órbita inclinada em maio de 2008 e, assim, permitiu a continuidade do serviço de banda L, estendendo a vida útil do satélite Solidaridad II embora limitasse a capacidade de utilização das bandas C e Ku.
O satélite prestou serviços para particulares e para o governo, mas posteriormente passou a operar somente (devido à proximidade do fim de sua vida útil em órbita inclinada), para as instituições governamentais do México, como o Departamento de Defesa, o Gabinete do Procurador Geral, do Ministério da Previdência pública e do Exército da Marinha do México na Banda L, nesse período ele passou a ser o único satélite remanescente operável em sinais codificados, por voz e dados para estas instituições governamentais, cuja vida útil estava prevista para terminar em 2013, de modo que o governo mexicano lançou o apelo para a construção e operação da próxima geração de satélites para fornecerem a operação em banda L, o que não é possível nos satélites Satmex 5 e Satmex 6.
O satélite foi retirado de serviço em dezembro de 2013 e foi enviado para uma órbita cemitério.

## Capacidade e cobertura
O Solidaridad II era equipado com 18 transponders em banda C ativos, 16 em banda Ku ativos e um em banda L para prestar serviços de telecomunicação com cobertura do território do México com sinais de televisão, rádio e telefonia.